# Dirk van der Ven
Dirk van der Ven est un footballeur allemand né le 1er mars 1970.